# Jagten på den forsvundne skat
Jagten på den forsvundne skat (eng.: Raiders of the Lost Ark) er en amerikansk film fra 1981 med instruktion af Steven Spielberg efter en historie af George Lucas og Philip Kaufman. 
Filmen er den første i serien om Indiana Jones og blev siden fulgt af Indiana Jones og templets forbandelse, Indiana Jones og Det Sidste Korstog og senest Indiana Jones og Krystalkraniets Kongerige

## Handling
Filmen handler om arkæologen Indiana Jones (Harrison Ford), der af den amerikanske regering bliver hyret til at finde den mystiske Pagtens Ark, som efter sigende indeholder de originale ti bud, som Moses overbragte ved Sinais hellige bjerg og som i filmen menes at have overnaturlige kræfter. Undervejs støder han på sin tidligere kæreste Marion Ravenwood (Karen Allen), og sammen begiver de sig ud på eventyret for at finde arken, hvor de må overleve diverse kampe for at nå deres mål. Adolf Hitler har udvist stor interesse omkring Pagtens Ark, og tror den vil være det bedste våben i den krig, der venter forude, så han sender sine folk ud for at hente den. Sammen med den trofaste og følgesvend Sallah, må Jones og Marion finde arken før Hitlers nazister får fat i den.

## Medvirkende
- Harrison Ford som Henry Jones / Indiana Jones
- Karen Allen som Marion Ravenwood
- Paul Freeman som Dr. René Belloq
- Ronald Lacey som Major Arnold Ernst Toht
- John Rhys-Davies som Sallah
- Denholm Elliott som Dr. Marcus Brody
- Wolf Kahler som Colonel Dietrich
- Alfred Molina som Satipo, en sydamerikansk guide.